# 알렉산더 그라나흐
알렉산더 그라나흐(독일어: Alexander Granach, 1893년 4월 18일 ~ 1945년 3월 14일)는 20세기 독일의 배우이다. 고전 영화 《노스페라투: 공포의 교향곡》(1922)에서 렌필드(크노크) 역으로 출연했다. 1938년에 미국으로 이주해 그곳에서 죽었다.

## 출연 작품
- 세븐스 크로스 (1944)
- 행맨 올소 다이! (1943)
- 누구를 위하여 종은 울리나 (1943)
- 잇 스타티드 위드 이브 (1941)
- 니노치카 (1939)
- 한여름 밤의 꿈 (1924)
- 노스페라투: 공포의 교향곡 (1922)